# شريط الدمدمة

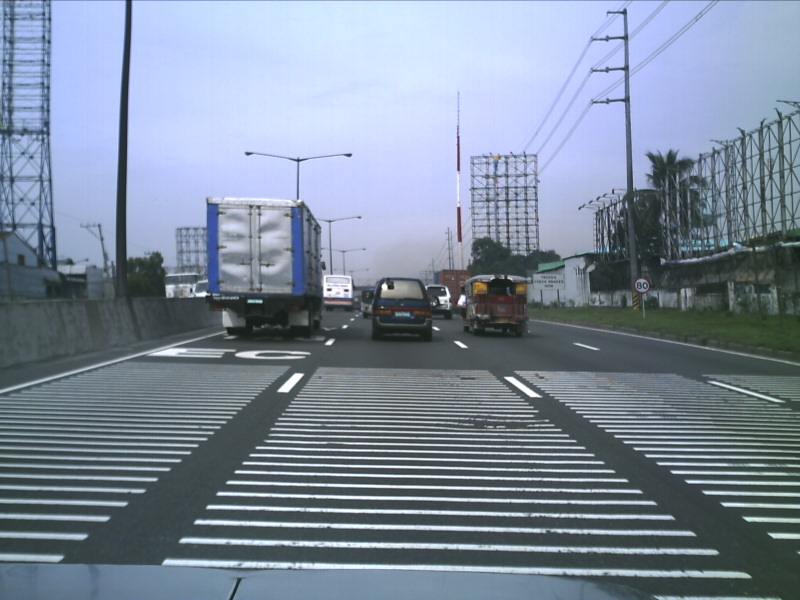
أشرطة دمدمة عَرضانيَّة بلاستيكيَّة مَكشوطة في طرق شمال لوزون السَّريعة القريبة من حاجز اصطدام بلينتاواك، الفلبين.

أشرِطَة الدَّمْدَمَة  أو الدبدبة وتُعرَف أيضًا باسم خطوط النَّائِم أو أشرطة التَّنبيه أو الخطوط الصَّوتيَّة أو نداءات الاستيقاظ أو الهَدَّار أو خطوط الانسياق أو تَحاديب السِّكِّير هي أداة سلامة مرورية لتنبيه السَّائقين الغافلين أو الشَّاردين للخطر المُحدِق بهم، عبر إحداث اهتزازٍ لَمسيٍّ ودَمدَمات صَوتيَّة تَنتقل عبر العجلات إلى داخِل المَركَبة. توضَع على طول طريق السَّفَر بمحاذاة خَطّ الحافَّة أو الخطّ النَّاصِف، لتنبيه السَّائقين عند انحرافهم عن مَسارِهم. وقد توضَع بشكل سِلْسِلَة من الخُطوط العَرضانيَّة لتحذير السَّائقين ليتوقَّفوا أو يبطِؤوا السُّرعة أو ليدركوا أنَّهُم مُقبلون على مَنطِقة خَطِرة.
في حالات كثيرة، تكون شَرائِط الدَّمدمة فَاعِلة في تقليل الحوادِث النَّاجِمة عن عدم الانتباه. تعتمد فعاليَّة هامِش طريق أشرطة الدَّمدمة بنحوٍ كبير على عرض وثباتيَّة الطَّريق وإصلاحاته الدَّوريَّة، لكن هناك عوامِل أخرى يجب أخذها بالاعتبار أثناء تصميم الطَّريق.